# Lubersac
Lubersac (okcitansko Libèrçac) je naselje in občina v južnem francoskem departmaju Corrèze regije Limousin. Leta 2012 je naselje imelo 2.263 prebivalcev.

## Geografija
Kraj leži v pokrajini Limousin ob reki Auvézère 43 km severno od Brive-la-Gaillarda.

## Uprava
Lubersac je sedež istoimenskega kantona, v katerega so poleg njegove vključene še občine Arnac-Pompadour, Benayes, Beyssac, Beyssenac, Montgibaud, Saint-Éloy-les-Tuileries, Saint-Julien-le-Vendômois, Saint-Martin-Sepert, Saint-Pardoux-Corbier, Saint-Sornin-Lavolps in Ségur-le-Château z 7.141 prebivalci.
Kanton Lubersac je sestavni del okrožja Brive-la-Gaillarde.

## Zanimivosti
- cerkev sv. Štefana, prvotno iz sredine 10. stoletja, prenovljena v 13. stoletju, francoski zgodovinski spomenik,
- renesančna stavba z urnim zvonikom nekdanje cerkve sv. Hilarija na trgu place de l'Horloge v središču kraja, prvotno iz 11. stoletja, prenovljena konec 15. stoletja, zgodovinski spomenik.